# Nicolás Medina Ríos
Nicolás Esteban Medina Ríos (Santiago, Chile, 28 de marzo de 1987) es un exfutbolista chileno, que jugaba como delantero.

## Biografía
Nicolás Medina se inició en los cadetes del Club Universidad de Chile, siendo ascendido al primer equipo en el año 2006.
En julio de 2007 fue presentado como nueva incorporación del CA Osasuna de Pamplona, que lo cedió durante el 2007-2008 a la Sociedad Deportiva Eibar, un histórico de la segunda división española. Para la temporada 2008-2009, fue nuevamente cedido al S. D. Huesca.
En la temporada 2010-2011 aparece nuevamente en la plantilla del Osasuna, en la que parece ser su gran oportunidad, pero resultó que, a principios de marzo del 2011, rescinde su contrato con el club, para fichar por el Akademik Sofia búlgaro.

### Regreso a Chile
Para el 2012 y tras estar un semestre sin club, regresa a Chile para vestir los colores de Provincial Curicó Unido, de la Primera B. Allí, logra ganarse el cariño de la hinchada curicana gracias a sus goles con la camiseta albirroja. Comienza marcando en dos clásicos ante Ñublense, y haciendo que la parcialidad albirroja celebrara goles muy importantes en un año difícil para el "Curi", en el cual estuvo a punto de descender a la Segunda División Profesional. Nueve goles marcó el "Nico" con la camiseta de Curicó Unido, en el torneo de la Primera B 2012.
Luego de medio año en Naval de Talcahuano, recaló en San Marcos de Arica, en donde forma parte del plantel por tres años y obtuvo el título de Primera B 2013-14.
A mediados de 2016 regresó a Curicó Unido, pero a final de año se fue de la institución, luego de casi no jugar por culpa de reiteradas lesiones. En 2017 firmó con Rangers de Talca, pero nuevamente vio pocos minutos de juego, y a mediados de año se desvinculó del club.

## Selección nacional
Ha sido internacional con la Selección de fútbol de Chile en su categoría Sub-20. En el Sudamericano Sub-20 de 2007 marcó 4 goles decisivos en el torneo, siendo uno de los goleadores del equipo chileno y clasificando al Mundial de la categoría, en la que su país terminó tercero, igualando su récord histórico en mundiales del deporte rey, junto a jugadores como Mauricio Isla, Arturo Vidal, Alexis Sánchez, Mathías Vidangossy, Carlos Carmona, Nicolás Larrondo, Cristián Suárez, Cristopher Toselli, Gary Medel, Jaime Grondona, Nery Veloso, Dagoberto Currimilla, Hans Martínez y Jean Paul Pineda, entre otros.
En Canadá 2007 marcó dos goles, uno ante Canadá y otro ante Congo.

### Participaciones en Sudamericano Sub-20
| Sudamericano                | Sede     | Resultado      |
| --------------------------- | -------- | -------------- |
| Sudamericano Sub-20 de 2007 | Paraguay | 4º Clasificado |

### Participaciones en Copas del Mundo Sub-20
| Mundial                | Sede   | Resultado    |
| ---------------------- | ------ | ------------ |
| Mundial Sub-20 de 2007 | Canadá | Tercer lugar |

## Clubes
| Club                  | País     | Año       |
| --------------------- | -------- | --------- |
| Universidad de Chile  | Chile    | 2005-2007 |
| Osasuna               | España   | 2007      |
| Éibar                 | España   | 2007-2008 |
| Huesca                | España   | 2008-2009 |
| Osasuna               | España   | 2009      |
| CD Castellón          | España   | 2009-2010 |
| Osasuna               | España   | 2010      |
| Akademik Sofia        | Bulgaria | 2011      |
| Curicó Unido          | Chile    | 2012      |
| Naval                 | Chile    | 2013      |
| San Marcos de Arica   | Chile    | 2013-2016 |
| Curicó Unido          | Chile    | 2016      |
| Rangers               | Chile    | 2017      |
| Villarrubia CF        | España   | 2017-2018 |
| Lusitanos             | Andorra  | 2018-2019 |
| FC Santa Coloma       | Andorra  | 2019-2020 |
| Inter Club d'Escaldes | Andorra  | 2020-2021 |

## Palmarés
| Título    | Club                | País  | Año     |
| --------- | ------------------- | ----- | ------- |
| Primera B | San Marcos de Arica | Chile | 2013-14 |